# Cyathea ruiziana
Cyathea ruiziana là một loài thực vật có mạch trong họ Cyatheaceae. Loài này được Klotzsch mô tả khoa học đầu tiên năm 1847.